# NGC 5482
NGC 5482 ist eine 13,1 mag helle linsenförmige Radiogalaxie vom Hubble-Typ S0 im Sternbild Bärenhüter am Nordsternhimmel und etwa 317 Millionen Lichtjahre von der Milchstraße entfernt. 
Sie wurde am 19. März 1784 von Wilhelm Herschel mit einem 18,7-Zoll-Spiegelteleskop entdeckt,  der sie dabei mit „eF, S, verified with 240 power“ beschrieb.